# Eu Receberia as Piores Notícias dos Seus Lindos Lábios
Eu Receberia as Piores Notícias dos Seus Lindos Lábios és una pel·lícula romàntica i dramàtica brasilera del 2011 dirigida per Beto Brant i Renato Ciasca. L'argument és basat en una novel·la homònima de Marçal Aquino i és protagonitzada per Camila Pitanga, Gustavo Machado i Zecarlos Machado, en un triangle amorós.

## Argument
Pitanga fa el paper de Lavínia, una antiga prostituta i drogodependent que és treta dels carrers de Rio de Janeiro per Ernani, un pastor. Després d'un període, es mostra que la parella viu a Santarém (Pará), on Lavínia s'enamora de Cauby, un fotògraf que veu en ella una musa. Va trigar més de quatre mesos en rodar-se a Santarém i Rio de Janeiro.

## Repartiment
- Camila Pitanga - Lavínia
- Gustavo Machado - Cauby
- Zecarlos Machado - Ernani
- Gero Camilo - Viktor Laurence
- Antonio Pitanga - Isaías
- Adriano Barroso - Polozzi
- Magnólio de Oliveira - Chico Chagas
- Simone Sou - Xamã

## Recepció
Es va projectar per primera vegada al Festival do Rio de 2011 l'11 d'octubre de 2011 i va ser la pel·lícula més vista per damunt de La piel que habito de Pedro Almodóvar A Rio, Camila Pitanga va guanyar el premi a la millor actriu, i va rebre el premi a la millor pel·lícula al 37è Festival de Cinema Iberoamericà de Huelva. Boyd van Hoeij de Variety va dir que és "més notable per la seva atmosfera... que la narració carregada de flashback, que, entre un vigorós entrenament sexual, aconsegueix ser massa simbòlic i melodramàtic." Mark Adams de Screendaily.com va declarar "La pel·lícula, tot i que està ben rodada i és adequadament vaporosa, després es submergeix en el territori del melodrama". Adams va elogiar com Brant i Ciasca "treuen el màxim profit de la seva sorprenent actriu principal i aporten la quantitat justa de tensió sexual intensa al que en essència és un melodrama passat de moda."